# 李文和
李文和（英語：Wen Ho Lee，1939年12月21日—），生于臺灣日治時期台中州南投郡（今 南投縣南投市），擁有中華民國與美國雙國籍的核子物理學家。

## 經歷
李文和於1959年從臺灣省立基隆中學（今 國立基隆高中）畢業，1963年畢業於臺灣省立成功大學（今 國立成功大學）機械工程學系，取得學士學位。1965年到德克薩斯農工大學深造，並於1969年取得博士學位，研究專長為流體力學。他於1974年歸化為美國公民。
他曾在美國洛斯阿拉莫斯國家實驗室爲加州大學工作。于1999年被指控爲中華人民共和國竊取了關於美國核武庫的機密。美國政府調查人員搜索他的辦公室時，發現李文和將模擬核爆的程式碼，從保密電腦下載到開放的、「綠燈」的電腦中，之後還將程式碼複製到磁帶上。但是調查人員無法證實李文和確實將情報交給中華人民共和國。
2000年，李與美國聯邦政府達成訴訟協議：他對一項罪名認罪，政府收回其他58項指控並將其釋放。

### 核武機密外洩事件
某些證據顯示李文和可能涉及洩露情報給中華人民共和國。例如在1982年，李文和就曾打電話給勞倫斯利福摩爾國家實驗室一位來自臺灣的華裔美國科學家閔國保。閔國保是一個代號「獵虎行動」（Tiger Trap）的美國政府調查行動中被偵查的嫌疑人物，被懷疑竊取戰略核武的設計資訊給中華人民共和國，而李文和在電話中主動表示願意替閔國保查明是誰告他的密。這通電話被持續調查的美國聯邦調查局監聽，但李文和並不知情。當聯邦調查局的探員詢問李文和是否與閔國保聯繫，李文和否認，直到探員出示監聽記錄。
1988年，李文和赴中國開會期間，與中國首席核武設計師胡思得，以及另一位科學家鄭紹唐在下塌的飯店會面，回國後李文和並未在行程報告中說出此事，而胡思得是1992年中國小型核武試爆的研發功臣。1994年，洛斯阿拉莫斯國家實驗室的一場會議的休息時間，中國來訪高階科學家代表團團長，也就是胡思得，與李文和熱情擁抱。會中某些美國人懷疑，李文和如何認識胡思得，又為何受到如此熱情的招呼。
但是這些懷疑並沒有獲得決定性的證據支持，因此李文和案的法律層面雖然落幕，卻留下許多爭議與疑點。而對於美國政府來說，李文和案背後真正關鍵的問題是──W-88小型核彈頭的關鍵技術極可能已洩漏給中國，使中國在建造戰略核武上節省無數時間與資源，卻仍無法從李文和身上得到滿意的解答。李文和在监狱中呆了九个月的时间等候审判。
2002年1月，李文和曾接受了美国国家广播公司的电视专访，坚称自己从未进行间谍活动。他说，关于非法下载文件，实验室中其他科学家也在做同样的事，自己之所以成为调查目标，大概是因为身為華人。李文和認為自己是種族歧視的受害者，认为美国政府欠他一个正式道歉。
李文和獲釋後，他的律師以政府將李文和的名字洩漏給媒體為由，提起侵犯隱私權的訴訟。2006年6月3日，美國聯邦政府和5家媒體組織（《華盛頓郵報》、《洛杉磯時報》、《紐約時報》、美國廣播公司和美聯社）宣佈他們會一起向李文和支付160萬美元，以解決李對政府侵犯其隱私的指控。